# The Common Law (film, 1931)
Pour les articles homonymes, voir The Common Law.
Pour plus de détails, voir Fiche technique et Distribution.
The Common Law est un film américain réalisé par Paul L. Stein et sorti en 1931.

## Synopsis
Une femme entretenue abandonne sa vie luxueuse et insouciante pour rejoindre un artiste.

## Fiche technique
- Réalisation : Paul L. Stein
- Scénario : John Farrow d'après le roman The Common Law de Robert W. Chambers
- Dialogues : Horace Jackson
- Producteurs : Charles R. Rogers (producteur, non crédité), Harry Joe Brown (producteur associé)
- Société de Production :  RKO Pathé Pictures
- Musique : Arthur Lange (non crédité)
- Image : Hal Mohr
- Montage : Charles Craft
- Direction artistique : Carroll Clark
- Pays d'origine : États-Unis
- Langue : anglais
- Format : Noir et blanc - 35 mm - 1,20:1 - Son : Mono (RCA Photophone System)
- Genre : Comédie romantique
- Durée : 74 minutes
- Date de sortie : États-Unis 24 juillet 1931

## Distribution
- Constance Bennett : Valerie West
- Joel McCrea : John Neville
- Lew Cody : Dick Carmedon
- Robert Williams : Sam
- Hedda Hopper : Mrs. Clare Collis
- Marion Shilling : Stephanie Brown
- Walter Walker : John Neville, Sr.
- Paul Ellis : Querido
- Yola d'Avril : Fifi

Acteurs non crédités au générique :
- Émile Chautard : le portier
- Albert Conti, Carrie Daumery : des invités de Mrs. Strangeways
- George Davis : Charles, le majordome de Dick
- Julia Swayne Gordon : Mrs. Strangeways
- George Irving : le docteur
- Dolores Murray : la reine au bal
- Tom Ricketts, Ellinor Vanderveer, Nella Walker : des invités